# Bahnstrecke Memmingen–Legau
| |                                    |                          |                      |
| Streckennummer (DB): | 5411                               |                          |                      |
| Kursbuchstrecke (DB): | 405d (1963–1972) 404m (1944, 1946) |                          |                      |
| Streckenlänge: | 16,872 km                          |                          |                      |
| Spurweite: | 1435 mm (Normalspur)               |                          |                      |
| Maximale Neigung: | 22,73 ‰                            |                          |                      |
| Minimaler Radius: | 300 m                              |                          |                      |
| |                                    |                          |                      |
| \| \| \| von Neu-Ulm \| \| \| \| \| von Buchloe \| \| \| \| 0,000 \| Memmingen ⊙ \| 597,5 m \| \| \| \| nach Kempten \| \| \| \| \| nach Leutkirch \| \| \| \| 1,257 \| Anschluss Häutelager \| Anschluss Häutelager \| \| \| 4,407 \| Dickenreishausen ⊙ \| 610,2 m \| \| \| 5,50 \| Buxach ⊙ \| Buxach ⊙ \| \| \| 9,188 \| Kronburg ⊙ \| 648,6 m \| \| \| 12,060 \| Illerbeuren ⊙ \| 608,8 m \| \| \| 12,40 \| Iller ⊙ \| Iller ⊙ \| \| \| 12,50 \| Legauer Ache ⊙ \| Legauer Ache ⊙ \| \| \| 12,80 \| Legauer Ache ⊙ \| Legauer Ache ⊙ \| \| \| 13,430 \| Lautrach (b Memmingen) ⊙ \| 638,3 m \| \| \| 16,872 \| Legau (Allgäu) ⊙ \| 666,2 m \| |                                    |                          |                      |
| Strecke |                                    | von Neu-Ulm              | von Neu-Ulm          |
| Abzweig geradeaus und von links |                                    | von Buchloe              | von Buchloe          |
| Bahnhof | 0,000                              | Memmingen ⊙              | 597,5 m              |
| Abzweig geradeaus und nach links |                                    | nach Kempten             | nach Kempten         |
| Abzweig ehemals geradeaus und nach rechts |                                    | nach Leutkirch           | nach Leutkirch       |
| Abzweig geradeaus und nach links (Strecke außer Betrieb) | 1,257                              | Anschluss Häutelager     | Anschluss Häutelager |
| Haltepunkt / Haltestelle (Strecke außer Betrieb) | 4,407                              | Dickenreishausen ⊙       | 610,2 m              |
| Brücke über Wasserlauf (Strecke außer Betrieb) | 5,50                               | Buxach ⊙                 | Buxach ⊙             |
| Haltepunkt / Haltestelle (Strecke außer Betrieb) | 9,188                              | Kronburg ⊙               | 648,6 m              |
| Bahnhof (Strecke außer Betrieb) | 12,060                             | Illerbeuren ⊙            | 608,8 m              |
| Brücke über Wasserlauf (Strecke außer Betrieb) | 12,40                              | Iller ⊙                  | Iller ⊙              |
| Brücke über Wasserlauf (Strecke außer Betrieb) | 12,50                              | Legauer Ache ⊙           | Legauer Ache ⊙       |
| Brücke über Wasserlauf (Strecke außer Betrieb) | 12,80                              | Legauer Ache ⊙           | Legauer Ache ⊙       |
| Haltepunkt / Haltestelle (Strecke außer Betrieb) | 13,430                             | Lautrach (b Memmingen) ⊙ | 638,3 m              |
| Kopfbahnhof Streckenende (Strecke außer Betrieb) | 16,872                             | Legau (Allgäu) ⊙         | 666,2 m              |

Die Bahnstrecke Memmingen–Legau, im Volksmund Legauer Rutsch oder Legauer Bähnle genannt, war eine Nebenbahn im bayerischen Landkreis Unterallgäu. Die 16,872 Kilometer lange Stichbahn verband Memmingen mit Legau. Die Bahnstrecke wurde im Jahr 1904 eröffnet und war bis 1972 in Betrieb. Heute verläuft auf Teilen der ehemaligen Trasse ein Radweg.

## Geschichte

### Vorgeschichte und Bau
Gegen Ende des 19. Jahrhunderts verfolgten einige Gemeinden um Legau das Ziel, einen Bahnanschluss vom südlich gelegenen Kempten aus zu erhalten. Im Bayerischen Landtag wurde dagegen ein Anschluss nach Memmingen bevorzugt, wohin Legau verwaltungsrechtlich enger gebunden war. Vor die Wahl gestellt, entschied sich der Legauer Rat schließlich für die politisch favorisierte Variante, so dass am 30. Juni 1900 der Bahnbau im Lokalbahngesetz genehmigt werden konnte.
Der Bau der Strecke verlief weitgehend problemlos, so dass sie nach 16 Monaten am 23. Juni 1904 eröffnet werden konnte. Besonders erwähnenswert ist dabei die Bogenbrücke über die Iller zwischen Illerbeuren und Lautrach, die aufgrund ihrer neuartigen Bauweise aus Stampfbeton breites Interesse sowohl bei der Bevölkerung als auch beim überregionalen Fachpublikum weckte. Die Brücke wurde durch das Bauunternehmen B. Liebold aus Holzminden errichtet.

### Stilllegung
Vor dem Zweiten Weltkrieg verkehrten auf der Strecke werktags täglich drei und sonntags vier Zugpaare. Das Reichsbahnkursbuch aus dem Jahre 1941 gibt dann werktags bereits vier Zugpaare an, wobei die Fahrt rund 50 Minuten dauerte. 1963 waren es montags bis freitags fünf, samstags sechs und sonntags vier Zugpaare. Später ging mit dem zunehmenden Individualverkehr das Angebot zurück. Zunächst wurden die Sonntagsfahrten durch Bahnbusse ersetzt, später dann auch der Verkehr an den Wochentagen ausgedünnt. Auch der Güterverkehr ging stark zurück. So wurden im letzten Betriebsjahr lediglich 860 Güterwagen auf der Strecke befördert.
Aufgrund dieses Rückgangs wurde auf der Strecke am 27. Mai 1972 mit Abfahrt eines letzten von einer Rangierlok der Baureihe 260 gezogenen Zuges der gesamte Betrieb eingestellt. Die Gleise wurden um 1975 entfernt.

### Nachnutzung
In der Folgezeit wurde das erste Streckenstück zwischen der Allgäuer Straße und dem Haltepunkt Kronburg zu einem Bahntrassenradweg beziehungsweise Wanderweg umgebaut. In diesem Bereich ist die Trasse aufgrund der Dämme und Einschnitte gut erkennbar. Neu ist lediglich die Unterquerung der erst nach Stilllegung gebauten Bundesautobahn 7.
Jenseits von Kronburg wurden bis Illerbeuren die Bahndämme mittlerweile abgetragen, waren aber noch bis nach 2000 zu erkennen. Lediglich bei Greuth ist die Strecke noch etwas zu erahnen. Unmittelbar nach dem ehemaligen Haltepunkt Illerbeuren folgt wieder ein Weg der alten Trasse über die noch bestehende Bahnbrücke und durch die Bachtelschlucht bis zum Halt Lautrach. Danach verläuft die zwischenzeitlich erneuerte Landesstraße nach Legau auf der Trasse, so dass ab dort keine Relikte mehr zu erkennen sind.

### Gedankenspiele
Im Rahmen der Projektierung der Ausbaustrecke München–Lindau wurden von Teilen der Memminger Bevölkerung ein Abschneiden des Tannheimer Bogens und eine direktere Neubaustrecke gefordert, die streckenweise auf dem ersten Teil der alten Trasse der Legauer Bahn hätte verlaufen sollen.
Aufgrund finanzieller Bedenken und Widerstände von Seiten der dann abgeschnittenen Württemberger Gemeinden wurden derartige Planungen von der Deutschen Bahn 2009 nicht weiterverfolgt.
Die IHK Schwaben trat 2013 in einer Stellungnahme zur Fortschreibung des Bundesverkehrswegeplans weiterhin für den Bau dieser Strecke ein.

## Strecke

### Verlauf

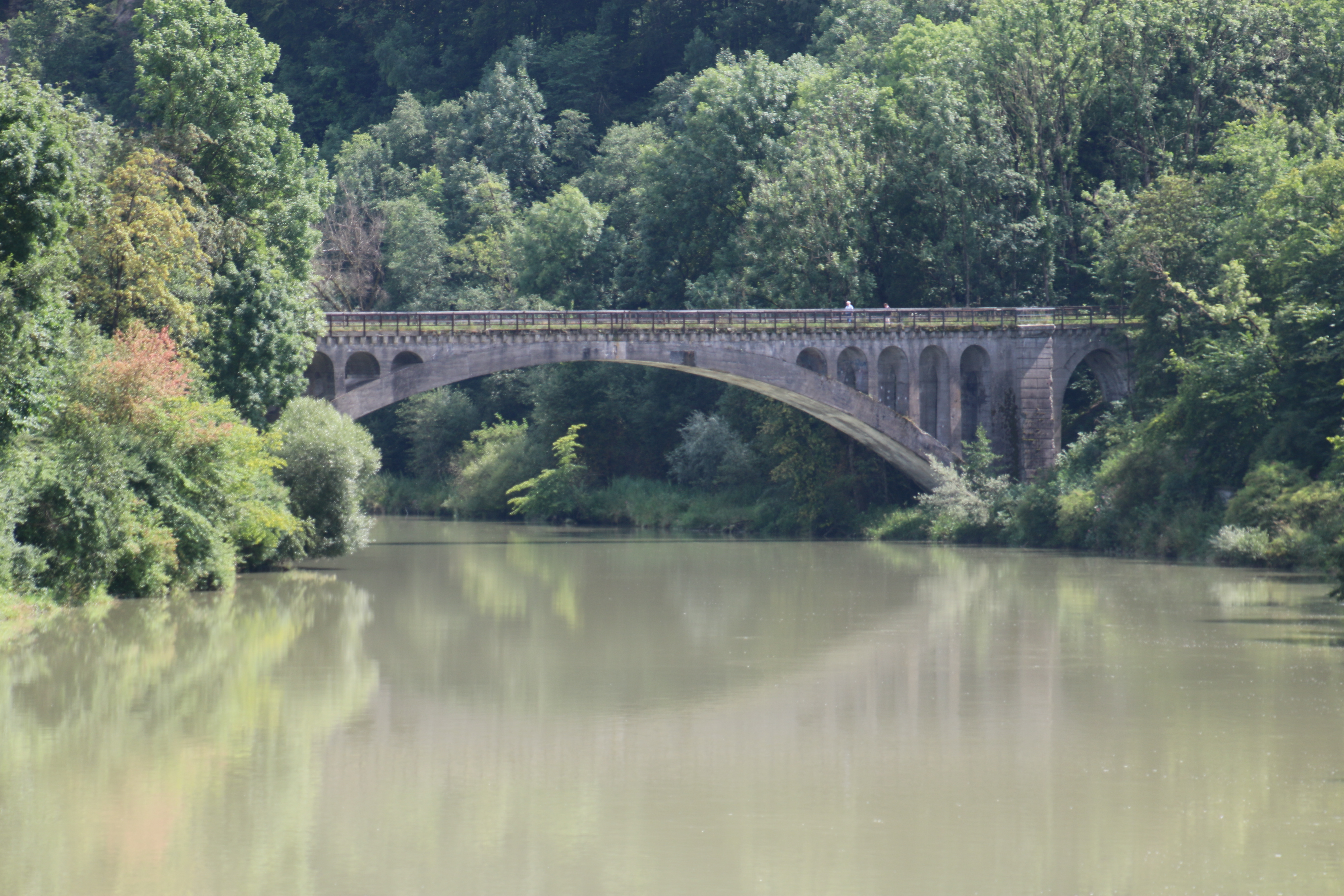
Illerbrücke bei Lautrach

Die Bahnlinie begann im Bahnhof Memmingen und folgte zunächst parallel der Bahnstrecke nach Leutkirch. Zusammen mit dieser wurden der Memminger Ringlokschuppen und der Wasserturm westlich passiert, die beide im Winkel zur Illertalbahn Richtung Kempten lagen. Schließlich trennten sich die Strecken unmittelbar nach dem Bahnübergang Allgäuer Straße. In dieser Höhe befand sich auch ein Industrieanschluss, der über die Gleise der Legauer Bahn bedient wurde.
Im Bogen führte die Strecke weiter durch den Stadtweiherwald, bevor sie die Haltestelle Dickenreishausen erreichte.
Anschließend ging es durch mehrere Wälder weiter zur Haltestelle Kronburg und dann über die Illerbeurer beziehungsweise Greuther Steige hinab zum Bahnhof Illerbeuren.
Jenseits von Illerbeuren folgte zunächst die Illerbrücke, das größte Ingenieurbauwerk der Nebenbahn. Anschließend passierte die Strecke der Bachtelschlucht folgend die Haltestelle von Lautrach und verlief dann entlang der Verbindungsstraße über die Wiesen nach Legau.

### Betriebsstellen

#### Memmingen
Die Züge nach Legau fuhren in Memmingen meist an den Stumpfgleisen 11 bis 13 ab.
Heute (Stand 2024) ist im Bahnhof Memmingen nichts mehr von der ehemaligen Bahnstrecke zu sehen.
Die Stumpfgleise wurden mit dem Bau des 1981 eröffneten Busbahnhofs – zunächst bis auf ein einziges – entfernt.
Das damals noch verbliebene Gleis 11 wurde noch bis zum Bahnhofsneubau Ende der 1990er-Jahre genutzt, wurde aber mittlerweile ebenfalls entfernt.

#### Dickenreishausen
Die Haltestelle von Dickenreishausen befand sich im Osten der namensgebenden Ortschaft.
Dort war eine für bayerische Nebenbahnen typische hölzerne Güterhalle nebst Ladegleis errichtet worden.
Heute (Stand 2024) sind in Dickenreishausen Bauten aus Zeiten der Bahn mehr erhalten.
Ein am Standort der Güterhalle befindlicher Unterstand ist neueren Datums.
Die ehemalige Bahnhofsrestauration wurde zwischenzeitlich abgerissen und durch einen Neubau ersetzt.

#### Kronburg
Die Haltestelle Kronburg befand sich relativ weit von der Gemeinde entfernt und lag im Nord-Westen der Ortschaft.
Dort bestanden ein durch die Gemeinde errichteter Unterstand und ein Ladegleis.
Heute (Stand 2024) können noch die Grundmauern des Unterstands im Wald ausgemacht werden.

#### Illerbeuren
Der Bahnhof Illerbeuren befand sich im Westen der Ortschaft.
Dort stand zunächst ebenfalls nur eine typische Güterhalle, die aber im Laufe der Jahre um einen gemauerten Anbau mit Dienst- und Warteraum zu einem Agenturgebäude erweitert wurde.
Ebenso waren dort zwei Ladegleise und eine kleine Lagerhalle vorhanden.
Heute (Stand 2024) erinnert am Standort des Bahnhofs nur noch ein Gedenkstein an die frühere Bahnstrecke.
In unmittelbarer Nähe ist auch die frühere Bahnhofsrestauration erhalten.

#### Lautrach (b Memmingen)
Der Bahnhof von Lautrach befand sich etwas außerhalb im Süden des Ortes an der Straßenabzweigung nach Maria Steinbach.
In Lautrach fand sich ebenfalls das typische Agenturgebäude.
An einem früheren Bahnübergang im Bereich der Betriebsstelle war noch lange (Stand 2019) ein kurzer Gleisrest sichtbar.
Ebenso noch erhalten (Stand 2024) ist die ehemalige Bahnhofsrestauration.

#### Legau (Allg)
Der Kopfbahnhof von Legau war mit mehreren Lagerhallen und einem Lokomotivschuppen ausgestattet.
Heute (Stand 2024) sind in Legau das mittlerweile in Privatbesitz befindliche Empfangsgebäude, der Wohnanbau des Lokomotivschuppens und eine private Lagerhalle erhalten.
Das Bahnhofsplanum wurde ansonsten überbaut.

## Betrieb
Wegen der relativ starken Steigungen auf der Strecke wurden anfänglich Dampflokomotiven vom Typ D XI eingesetzt, später verkehrten GtL 4/4. In den 1960er-Jahren zogen dann Lokomotiven der Baureihe 64 und Diesellokomotiven der Baureihe V 100 die Züge, darunter täglich einen gemischten Personen- und Güterzug (GmP) mit verlängerter Fahrzeit. Daneben waren auch die üblichen Uerdinger Schienenbusse auf der Strecke anzutreffen. Zusätzlich verkehrten in den 1960er-Jahren Pilgerzüge zur Wallfahrtskirche Maria Steinbach.

## Zwischenfälle
Am 31. Mai 1909 kam es in Illerbeuren zu einem Bahnunglück.
Bei einem Zug Richtung Legau versagten beim Abstieg über die Greuther Steige die Bremsen.
Wegen der überhöhten Geschwindigkeit entgleiste die Lok dann bei der Einfahrt in den Bahnhof von Illerbeuren.